# حصار تيمور تاش (بدرانلو)
حصار تيمور تاش (بالفارسية: حصار تیمورتاش) هي قرية تقع في إيران في قسم بدرانلو الريفي. يقدر عدد سكانها بـ 168 نسمة .